# Revin
Revin est une commune française située dans le département des Ardennes, en région Grand Est, à l'entrée de la pointe de Givet.
Ses habitants sont appelés les Revinois.
Revin fait désormais partie de la communauté de communes Ardenne rives de Meuse.

## Géographie

### Localisation
Cinquième ville des Ardennes, Revin s'inscrit dans la vallée de la Meuse, en France. Si son bâti ancien la rattache à la pointe de Givet, son caractère industriel la rattache au « Pays du Labeur », qui court de Nouzonville à Laifour. Au fond d'une vallée creusée dans le massif schisteux ardennais, Revin est au cœur des méandres de la Meuse. Elle est située au confluent de cette dernière et de la Faux.
Revin dont l'altitude varie entre un minimum de 117 mètres et un maximum de 469 mètres pour une altitude moyenne de 293 mètres.

### Communes limitrophes
Les communes limitrophes sont Anchamps, Fumay, Hargnies, Haybes, Laifour, Les Mazures, Monthermé et Rocroi.
| Rocroi      | Fumay    | Hargnies  |
| Rocroi      | Revin    | Monthermé |
| Les Mazures | Anchamps | Laifour   |

### Voies de communication et transports
La ville est le point de jonction de deux routes départementales :
- la RD 988 (ancienne RN 388) qui, depuis Cliron, conduit à Givet ;
- la RD 1 qui, venant de Rocroi, traverse la commune en direction de Monthermé.

Elle est traversée par la voie verte Trans-Ardennes qui, en longeant la vallée de la Meuse, relie Montcy-Notre-Dame, près de Charleville-Mézières, à Givet, à proximité de la frontière belge.
La ville est desservie par la ligne de Soissons à Givet qui s’arrête en gare de Revin.

### Liste des quartiers de la ville
La commune s'est étendue, en plusieurs périodes, sur trois méandres de la Meuse en six quartiers :

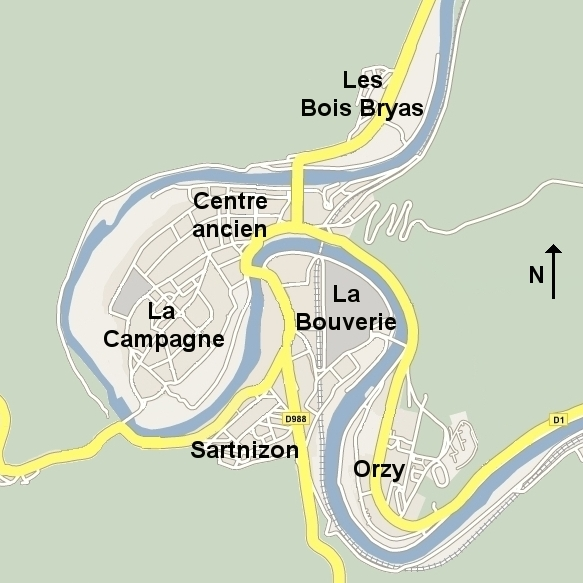
Plan de situation des quartiers de Revin.

- le centre ancien ;
- la Campagne ;
- le quartier de la Bouverie ;
- le quartier de Sartnizon ;
- le quartier des Bois Bryas ;
- le quartier d'Orzy.

### Hydrographie
La commune est dans le bassin versant de la Meuse au sein du bassin Rhin-Meuse. Elle est drainée par la Meuse, le canal de l'Est Branche-Nord, le ruisseau de Fau, le ruisseau de la Faligee, le ruisseau des Manises, le ruisseau de la Pilette, le ruisseau de la Petite Commune, le ruisseau la Janny, le ruisseau de Come, le ruisseau des Faches et le ruisseau de Mondreux,.
La Meuse, d'une longueur de 486 km dans sa partie française, est un fleuve européen qui prend sa source en France, dans la commune du Châtelet-sur-Meuse, à 409 mètres d'altitude, et se jette dans la mer du Nord après un cours long d'approximativement 950 kilomètres traversant la France, la Belgique et les Pays-Bas. Le bourg est enserré en rive droite d'un des multiples méandres de la Meuse, situés sur le flanc sud de la commune etsur une longueur d'environ 11,1 km.
Le canal de l'Est Branche-Nord, d'une longueur de 141 km, est un chenal et un cours d'eau naturel navigable qui relie Givet à Troussey, où il rejoint le canal de la Marne au Rhin. Il se superpose, dans la commune, à la Meusesur une longueur d'environ 3,4 km.
Le ruisseau de Fau, d'une longueur de 19 km, prend sa source dans la commune des Mazures et se jette  dans la Meuse sur la commune, après avoir traversé six communes.

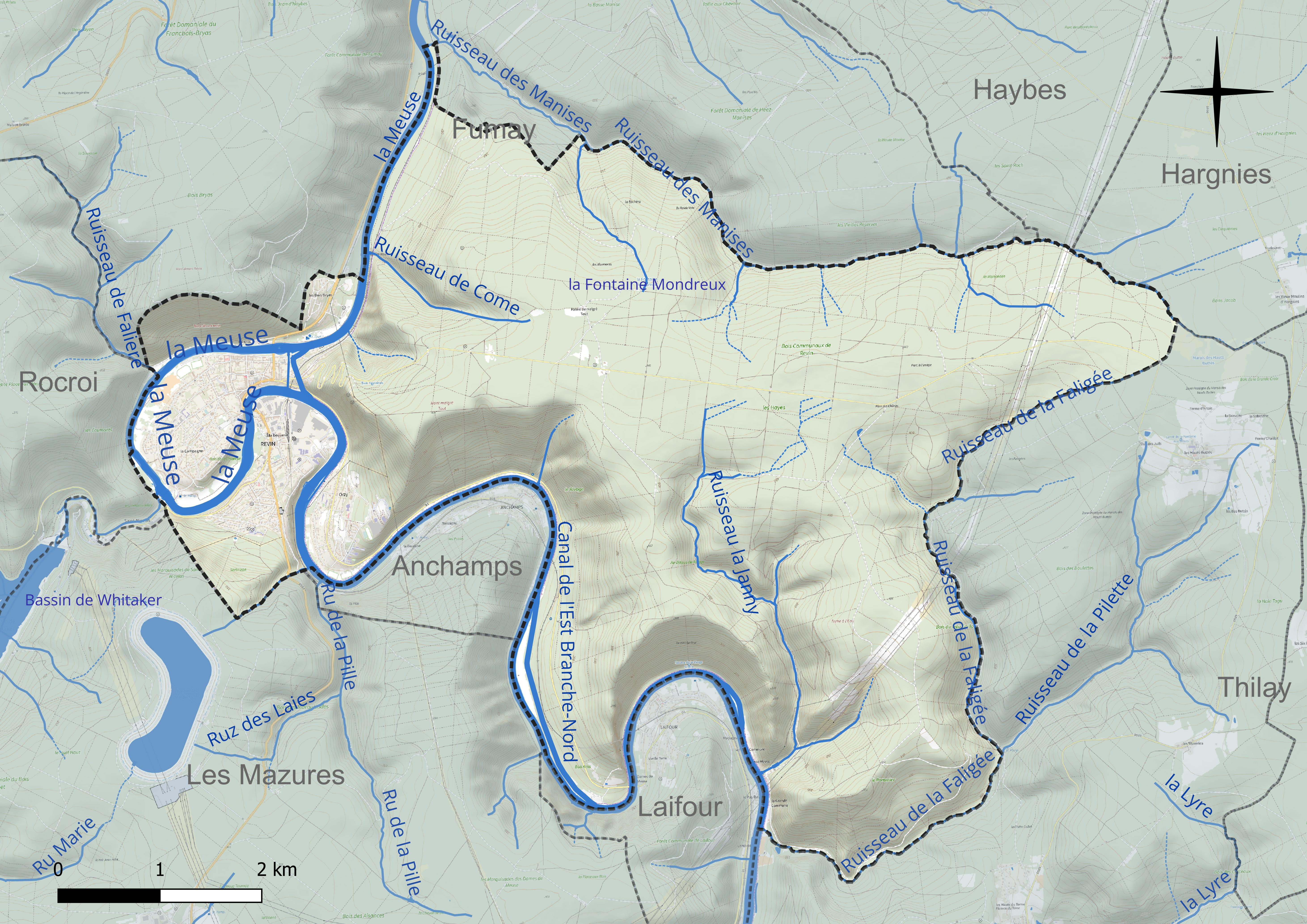
Réseau hydrographique de Revin.

Un plan d'eau complète le réseau hydrographique : la fontaine Mondreux (0 ha),.

### Climat
Pour des articles plus généraux, voir Climat du Grand Est et Climat des Ardennes.
En 2010, le climat de la commune est de type climat de montagne, selon une étude du Centre national de la recherche scientifique s'appuyant sur une série de données couvrant la période 1971-2000. En 2020, Météo-France publie une typologie des climats de la France métropolitaine dans laquelle la commune est exposée à un climat océanique altéré et est dans la région climatique Lorraine, plateau de Langres, Morvan, caractérisée par un hiver rude (1,5 °C), des vents modérés et des brouillards fréquents en automne et hiver.
Pour la période 1971-2000, la température annuelle moyenne est de 10 °C, avec une amplitude thermique annuelle de 15 °C. Le cumul annuel moyen de précipitations est de 954 mm, avec 14,2 jours de précipitations en janvier et 9,5 jours en juillet. Pour la période 1991-2020, la température moyenne annuelle observée sur la station météorologique de Météo-France la plus proche, « Rocroi », sur la commune de Rocroi à 9 km à vol d'oiseau, est de 9,5 °C et le cumul annuel moyen de précipitations est de 1 210,4 mm. 
La température maximale relevée sur cette station est de 37,6 °C, atteinte le 25 juillet 2019 ; la température minimale est de −14,7 °C, atteinte le 4 février 2012,,.
| Mois                                  | jan.           | fév.           | mars           | avril         | mai           | juin          | jui.          | août          | sep.          | oct.          | nov.          | déc.           | année      |
| ------------------------------------- | -------------- | -------------- | -------------- | ------------- | ------------- | ------------- | ------------- | ------------- | ------------- | ------------- | ------------- | -------------- | ---------- |
| Température minimale moyenne (°C)     | −0,4           | −0,2           | 2              | 4,5           | 7,8           | 10,6          | 12,7          | 12,6          | 9,8           | 6,8           | 3,1           | 0,4            | 5,8        |
| Température moyenne (°C)              | 1,8            | 2,4            | 5,7            | 9             | 12,5          | 15,4          | 17,7          | 17,4          | 14,1          | 10            | 5,4           | 2,5            | 9,5        |
| Température maximale moyenne (°C)     | 4              | 5              | 9,3            | 13,4          | 17,2          | 20,3          | 22,6          | 22,2          | 18,3          | 13,3          | 7,8           | 4,6            | 13,2       |
| Record de froid (°C) date du record   | −12,8 07.01.09 | −14,7 04.02.12 | −12,1 01.03.05 | −4,6 11.04.03 | −1,3 24.05.13 | 2,2 02.06.06  | 5,9 02.07.11  | 5,2 20.08.14  | 1,7 20.09.12  | −4,8 24.10.03 | −5,8 28.11.10 | −13,3 19.12.09 | −14,7 2012 |
| Record de chaleur (°C) date du record | 12,3 14.01.22  | 19,4 26.02.19  | 22 31.03.21    | 27 14.04.07   | 28,8 28.05.17 | 32,1 18.06.22 | 37,6 25.07.19 | 36,5 08.08.20 | 32,3 15.09.20 | 25,8 01.10.11 | 20,2 01.11.15 | 13,7 31.12.22  | 37,6 2019  |
| Précipitations (mm)                   | 129,9          | 105,3          | 95,7           | 71,6          | 86,4          | 84,4          | 91,2          | 97,5          | 85,1          | 104,6         | 111,6         | 147,1          | 1 210,4    |

| Diagramme climatique                                  |            |          |             |             |              |              |              |             |              |             |             |
| J                                                     | F          | M        | A           | M           | J            | J            | A            | S           | O            | N           | D           |
| 4−0,4129,9                                            | 5−0,2105,3 | 9,3295,7 | 13,44,571,6 | 17,27,886,4 | 20,310,684,4 | 22,612,791,2 | 22,212,697,5 | 18,39,885,1 | 13,36,8104,6 | 7,83,1111,6 | 4,60,4147,1 |
| Moyennes : • Temp. maxi et mini °C • Précipitation mm |            |          |             |             |              |              |              |             |              |             |             |

Les paramètres climatiques de la commune ont été estimés pour le milieu du siècle (2041-2070) selon différents scénarios d'émission de gaz à effet de serre à partir des nouvelles projections climatiques de référence DRIAS-2020. Ils sont consultables sur un site dédié publié par Météo-France en novembre 2022.

### Tempête du 14 juillet 2010
La commune a subi d'importants dégâts à la suite du passage d'une grosse rafale le 14 juillet 2010. Le toit d'un collège s'est complètement envolé, des maisons se sont en partie écroulées dans le vieux quartier du « Bas de Revin », et cinq familles ont dû être relogées. Les dégâts sont aujourd'hui visibles sur les collines environnantes, où des milliers d'arbres ont été coupés net par la tempête, et des glissements de terrain et éboulements ont eu lieu en masse à la suite des pluies importantes du mois de novembre 2010.

### Fortes chutes de neige du 5 décembre 2010
La commune a connu le 5 décembre 2010 les plus fortes chutes de neige jamais enregistrées. La neige est tombée sans discontinuer pendant plus de trente heures. La quantité accumulée est estimée à 43 cm, ce qui a paralysé et isolé la ville qui ne comporte que trois routes d'accès. La commune voisine de Rocroi, elle, a enregistré un cumul de plus de 50 cm, ce qui présente un record historique pour le département des Ardennes.

## Urbanisme

### Typologie
Au 1er janvier 2024, Revin est catégorisée petite ville, selon la nouvelle grille communale de densité à 7 niveaux définie par l'Insee en 2022.
Elle appartient à l'unité urbaine de Revin, une unité urbaine monocommunale constituant une ville isolée,. Par ailleurs la commune fait partie de l'aire d'attraction de Revin, dont elle est la commune-centre,. Cette aire, qui regroupe 1 communes, est catégorisée dans les aires de moins de 50 000 habitants,.

### Occupation des sols
L'occupation des sols de la commune, telle qu'elle ressort de la base de données européenne d’occupation biophysique des sols Corine Land Cover (CLC), est marquée par l'importance des forêts et milieux semi-naturels (86,8 % en 2018), en diminution par rapport à 1990 (87,7 %). La répartition détaillée en 2018 est la suivante : 
forêts (84 %), zones urbanisées (6,8 %), eaux continentales (4,7 %), milieux à végétation arbustive et/ou herbacée (2,8 %), zones industrielles ou commerciales et réseaux de communication (1,6 %). L'évolution de l’occupation des sols de la commune et de ses infrastructures peut être observée sur les différentes représentations cartographiques du territoire : la carte de Cassini (XVIIIe siècle), la carte d'état-major (1820-1866) et les cartes ou photos aériennes de l'IGN pour la période actuelle (1950 à aujourd'hui).

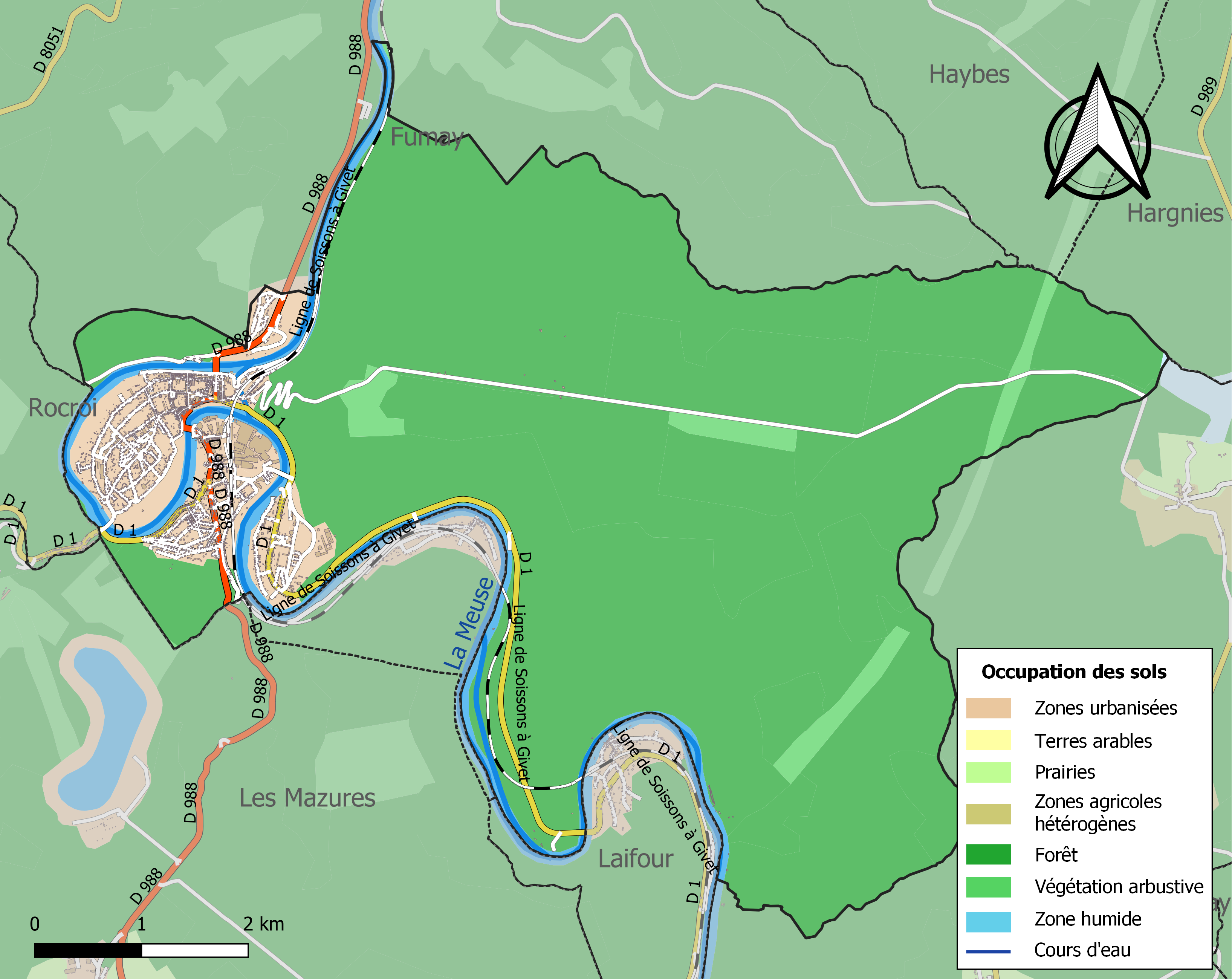
Carte des infrastructures et de l'occupation des sols de la commune en 2018 (CLC).

## Toponymie
Le nom de la localité est attesté sous les formes Ruivinium en 706, Revin au XVIIIe siècle.
Ruwin est le nom de son fondateur germain.

## Histoire

### Une ancienne terre franche
Les traces de Revin dans les écrits datant de l'Antiquité sont rares. Cependant, il est fait référence à une bourgade nommée Ravinium (dû à l'enclavement de la ville dans un ravin) dans des textes latins[réf. nécessaire]. À la fin de l'Antiquité, il est mentionné la présence d'une abbaye, qui fut ravagée par les Vikings qui descendaient le cours de la Meuse. Après la fondation de l'abbaye de Prüm par la reine Bertrade en 760, Pépin le Bref fit la donation à cette jeune communauté d'un ensemble de terres dont celles correspondant, aujourd'hui, aux communes de Revin, Fumay et Fépin.
Aussi, afin de le représenter sur place, le seigneur abbé désignera, pour le représenter et protéger ses terres, un avoué dont la charge se transmettra par héritage ou par vente. La place et le rôle grandissant de l'avoué conduira à la signature de règlement d'avouerie lesquels, fixant les droits des deux seigneurs, nous informent également de la vie quotidienne des habitants, lesquels se voient octroyer le statut de bourgeois.
Ce statut particulier et ce mode de gestion sera un des fondements sur lesquels s'appuieront le royaume de France et les Pays-Bas dans le contrôle des zones frontalières de chacun des deux États. Cette lutte s'achèvera par le rattachement de ces bourgs à la France lors de la signature du Traité des Limites de 1769.

### Du bourg sylvicole à la ville industrielle

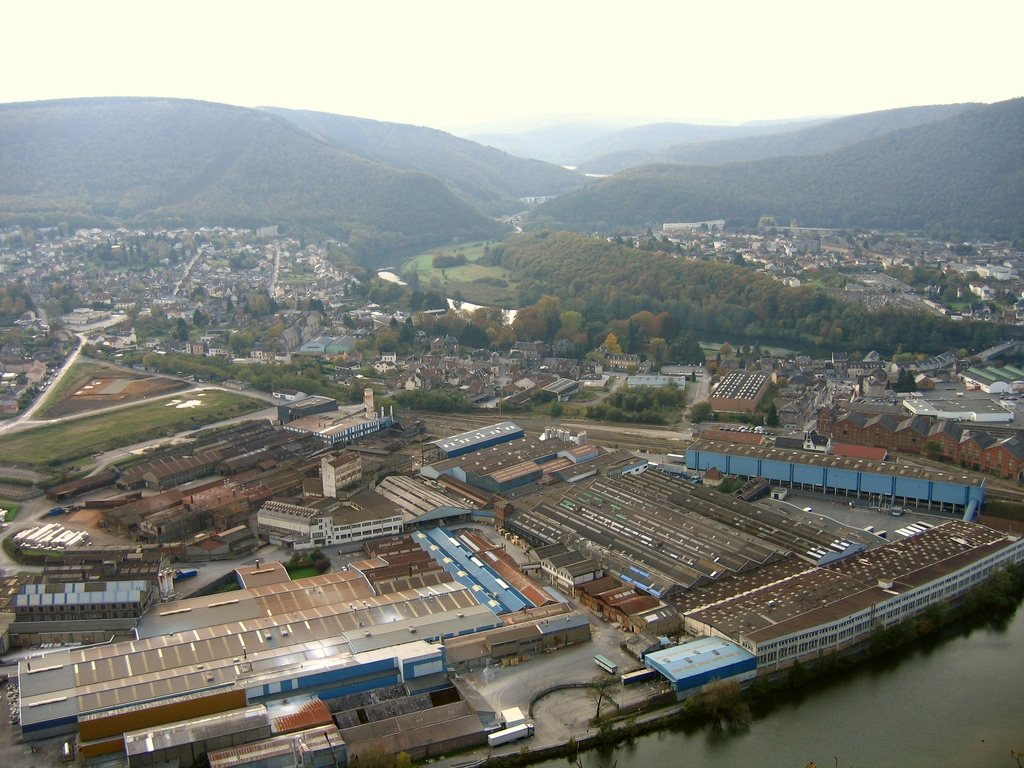
Le quartier industriel de la Bouverie.

À l'origine, Revin vit essentiellement de la sylviculture dont les productions sont acheminées par le fleuve. On relève également plusieurs forges le long de la vallée de la Faux et des ruisseaux du lieu-dit de la Petite Commune, voisin de la commune de Laifour dont l'origine remonte au XVIIe siècle.
En 1840, l'aménagement des routes départementales, notamment l'actuelle RD 988, s'accompagne de la construction des deux ponts situés, le premier entre la Bouverie et le centre ancien, le second vers les Bois Bryas. L'aménagement de la voie ferrée de Charleville à Givet, la construction de la gare ferroviaire dans le quartier de la Bouverie, inaugurée en 1862, sont les catalyseurs de l'essor économique de la ville, qui se concentre au départ sur ce secteur de la commune. À la veille de la Grande Guerre, on dénombre 21 usines dans la commune. 3 000 ouvriers y travaillent. Citons, pêle-mêle : Martin, Faure, la fonderie E. Hénon, les établissements Mauguière fils et Béroudiaux, Lebeau et Cie, etc. Celles-ci, après les quatre années de guerre, et de l'occupation allemande, sont à l'origine d'une importante poussée démographique. Aussi, c'est entre les deux guerres que voient le jour les cités Faure à Sartnizon.
La Seconde Guerre mondiale stoppera toute activité et restera marquée par la tragédie des Manises où 106 résistants trouveront la mort « dans d’atroces circonstances lors de l’extermination du Maquis des Manises ». Les Trente Glorieuses voient l'activité de Revin et sa démographie s'accroître. C'est la construction de logements à la Campagne, des HLM d'Orzy et des Bois Bryas, cité à l'origine des établissements Porcher. La crise de la sidérurgie frappera la ville et la région de plein fouet, entraînant une érosion continue de son nombre d'habitants. Aujourd'hui, la ville, par le développement d'activités nouvelles, comme l'animation touristique, une activité culturelle autour de la salle Jean-Vilar et son tissu associatif, parie sur son avenir.
Sur le plan industriel, la société Ardam-Electrolux anciennement Arthur-Martin reste le principal employeur local. Mais après le transfert de la production en Pologne des lave-linge progressivement à partir de 2005, puis en totalité en 2012, le site est menacé.
En février 2021, le fonds luxembourgeois Starship Investments annonce la relocalisation en France des cycles Mercier, avec l'ouverture d'une nouvelle usine sur l'ancien site Porcher. L'usine, dont le lancement est prévu fin 2021, produira des vélos mécaniques et électriques sous la marque de Raymond Poulidor et de Joop Zoetemelk, ainsi que des cycles sous marque de distributeur. À terme, ce seront 270 emplois qui devraient être créés.

## Politique et administration

### Tendances politiques et résultats
Lors du second tour de l'élection présidentielle de 2017,  Emmanuel Macron (En Marche!) arrive à la première place avec 54,09 % des voix. En seconde position, Marine Le Pen (Front national) recueille quant à elle 45,91 % des voix. Parmi les électeurs, 5,06 % ont glissé un bulletin blanc dans l'urne[réf. nécessaire].
Au second tour des élections municipales de 2020 dans les Ardennes, la liste menée par le maire sortant a obtenu 56,58 % des suffrages exprimés, devançant largement  avec 1 100 voix  (23 conseillers municipaux élus dont 7 communautaires)  la liste de gauche menée par Christophe Léonard (PS) qui a obtenu 844 voix (43,41 %, 6 conseillers municipaux élus dont 2 communautaires). L'abstention s'est élevée à 55,87 %.
Récapitulatif des résultats électoraux récents
| Scrutin             | 1er tour | 1er tour | 1er tour | 1er tour | 1er tour | 1er tour | 1er tour  | 1er tour  | 2d tour     | 2d tour     | 2d tour     | 2d tour     | 2d tour     | 2d tour     |
| Scrutin             | 1er      | %        | 2e       | %        | 3e       | %        | 4e        | %         | 1er         | %           | 2e          | %           | 3e          | %           |
| Municipales 2014    | PS       | 46,90    | DVD      | 43,47    | DVG      | 9,63     | Pas de 3e | Pas de 3e | DVD         | 52,23       | PS          | 47,77       | Pas de 3e   | Pas de 3e   |
| Européennes 2014    | FN       | 31,35    | PS       | 22,44    | UMP      | 16,73    | FG        | 10,51     | Tour unique | Tour unique | Tour unique | Tour unique | Tour unique | Tour unique |
| Régionales 2015     | FN       | 34,80    | PS       | 27,64    | LR       | 17,29    | FG        | 8,76      | LR          | 34,47       | FN          | 33,87       | PS          | 31,66       |
| Présidentielle 2017 | FN       | 31,79    | LFI      | 27,30    | EM       | 16,78    | LR        | 10,30     | EM          | 54,09       | FN          | 45,91       | Pas de 3e   | Pas de 3e   |
| Législatives 2017   | PS       | 25,21    | FN       | 19,84    | LR       | 18,62    | LREM      | 17,82     | LR          | 63,75       | LREM        | 36,25       | Pas de 3e   | Pas de 3e   |
| Européennes 2019    | RN       | 38,43    | LREM     | 12,74    | LFI      | 8,67     | PS        | 6,06      | Tour unique | Tour unique | Tour unique | Tour unique | Tour unique | Tour unique |
| Municipales 2020    | DVD      | 32,54    | PS       | 27,61    | DVG      | 25,29    | RN        | 8,43      | DVD         | 56,58       | PS          | 43,41       | Pas de 3e   | Pas de 3e   |
| Régionales 2021     | LR       | 36,70    | RN       | 24,04    | EELV     | 11,38    | LFI       | 10,89     | LR          | 47,62       | RN          | 28,86       | EELV        | 19,52       |
| Présidentielle 2022 | RN       | 33,86    | LFI      | 27,24    | LREM     | 18,76    | REC       | 6,37      | RN          | 57,30       | LREM        | 42,70       | Pas de 3e   | Pas de 3e   |
| Législatives 2022   | LR       | 41,45    | NUPES    | 21,34    | RN       | 21,28    | LREM      | 10,99     | LR          | 71,05       | RN          | 28,95       | Pas de 3e   | Pas de 3e   |
| Européennes 2024    | RN       | 46,90    | LFI      | 11,30    | PS       | 10,03    | RE        | 9,23      | Tour unique | Tour unique | Tour unique | Tour unique | Tour unique | Tour unique |
| Législatives 2024   | RN       | 37,37    | DVD      | 28,55    | NFP      | 25,02    | LREM      | 7,14      | DVD         | 61,07       | RN          | 38,93       | Pas de 3e   | Pas de 3e   |
| ------------------- | -------- | -------- | -------- | -------- | -------- | -------- | --------- | --------- | ----------- | ----------- | ----------- | ----------- | ----------- | ----------- |

### Politique de développement durable
Revin a adhéré à la charte du parc naturel régional des Ardennes, à sa création en décembre 2011.

## Population et société

### Démographie
L'aire urbaine de Revin compte 6 740 habitants en 2015 pour deux communes d’après l'INSEE :
- Anchamps (08011) ;
- Revin (08363).

#### Évolution démographique
L'évolution du nombre d'habitants est connue à travers les recensements de la population effectués dans la commune depuis 1793. Pour les communes de moins de 10 000 habitants, une enquête de recensement portant sur toute la population est réalisée tous les cinq ans, les populations de référence des années intermédiaires étant quant à elles estimées par interpolation ou extrapolation. Pour la commune, le premier recensement exhaustif entrant dans le cadre du nouveau dispositif a été réalisé en 2004.

En 2022, la commune comptait 5 795 habitants, en évolution de −9,92 % par rapport à 2016 (Ardennes : −2,97 %, France hors Mayotte : +2,11 %).
| 1793  | 1800  | 1806  | 1821  | 1831  | 1836  | 1841  | 1846  | 1851  |
| ----- | ----- | ----- | ----- | ----- | ----- | ----- | ----- | ----- |
| 1 787 | 1 652 | 1 812 | 1 944 | 2 123 | 2 309 | 2 631 | 2 765 | 2 947 |

| 1866  | 1872  | 1876  | 1881  | 1886  | 1891  | 1896  | 1901  | 1906  |
| ----- | ----- | ----- | ----- | ----- | ----- | ----- | ----- | ----- |
| 3 208 | 3 367 | 3 550 | 4 136 | 4 027 | 4 292 | 4 690 | 5 038 | 5 377 |

| 1911  | 1921  | 1926  | 1931  | 1936  | 1946  | 1954  | 1962   | 1968   |
| ----- | ----- | ----- | ----- | ----- | ----- | ----- | ------ | ------ |
| 5 924 | 5 513 | 6 996 | 7 999 | 7 826 | 6 551 | 8 498 | 11 244 | 12 156 |

| 1975   | 1982   | 1990  | 1999  | 2004  | 2006  | 2009  | 2014  | 2019  |
| ------ | ------ | ----- | ----- | ----- | ----- | ----- | ----- | ----- |
| 11 607 | 10 465 | 9 371 | 8 963 | 8 089 | 7 910 | 7 236 | 6 586 | 5 836 |

| 2022  | - | - | - | - | - | - | - | - |
| ----- | - | - | - | - | - | - | - | - |
| 5 795 | - | - | - | - | - | - | - | - |

On constate que Revin souffre d'une forte chute démographique. En effet, entre 1999 et 2012, la population de la ville est passée de 8 963 à 6 979 habitants, soit une baisse de 22 % et, entre 1968 et 2018, la commune a perdu plus de la moitié de sa population (de plus de 12 000 à moins de 6 000).

### Langue locale
Revin fait partie du domaine wallon de France. Elle est l'une des localités les plus méridionales de ce domaine dialectal.
De nos jours, une association appelée Lou Patois Revin continue à y promouvoir le parler régional.

## Économie
Depuis 1976, date de sa mise en service, la station de transfert d'énergie par pompage de Revin-Saint-Nicolas peut mettre 800 MW à la disposition du réseau Très Haute Tension en cas de défaillance d'une centrale conventionnelle importante. C'est l'une des plus puissantes centrales de pompage-turbinage de France.
Revin, en 2012, dispose de 15 types de commerce ouverts sur la commune.

## Animation

### Festivals et manifestations locales
Plusieurs festivals animent la commune chaque année :
- Festival de la Contrebande ;
- Rendez-vous de l'Image ;
- La Grande Braderie-Brocante (3e dimanche de juillet) ;
- Concerts de L'espoir ;
- Revin'Meuse ;
- Les mascarades (anciennement « le Carnaval »), fêté le dernier dimanche de mars ;
- La fête de la lecture (tous les ans au mois d'octobre à l'Espace Jean-Vilar) ;
- La fête du quartier d'Orzy ;
- la fête des voisins ;
- La fête de l'association portugaise de Revin et d'Orzy ;
- Les rencontres de l'interculturel en novembre ;
- Le concert de l'espoir organisé à l'espace Jean-Vilar par l'association Positif08 ;
- La grande veillée de Saint Hubert à l'église Notre-Dame fin octobre début novembre ;
- Fitness Party Night organisé par Revin Multi Sports.

### La maison du dialogue social
Ce site abrite le siège de plusieurs associations, dont le Foyer des Jeunes et l'AREL (Association Revinoise d'Éducation et de Loisirs), Lire Malgré Tout.

### La Maison de la Formation
Ce site abrite le siège de plusieurs organismes, dont l'ARPEJ (Association Revinoise Pour l'Emploi des Jeunes).

## Culture

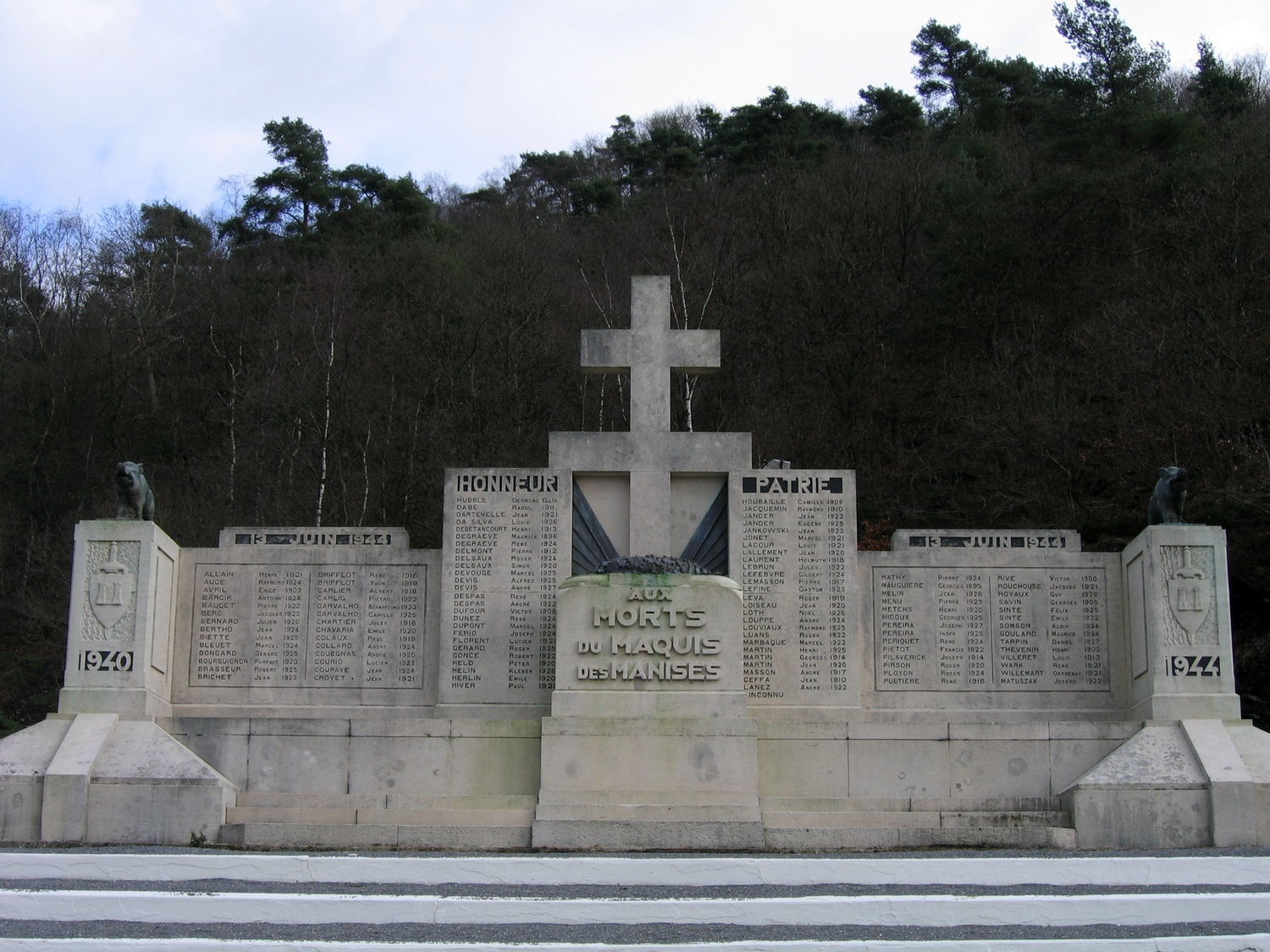
Monument aux fusillés des Manises.

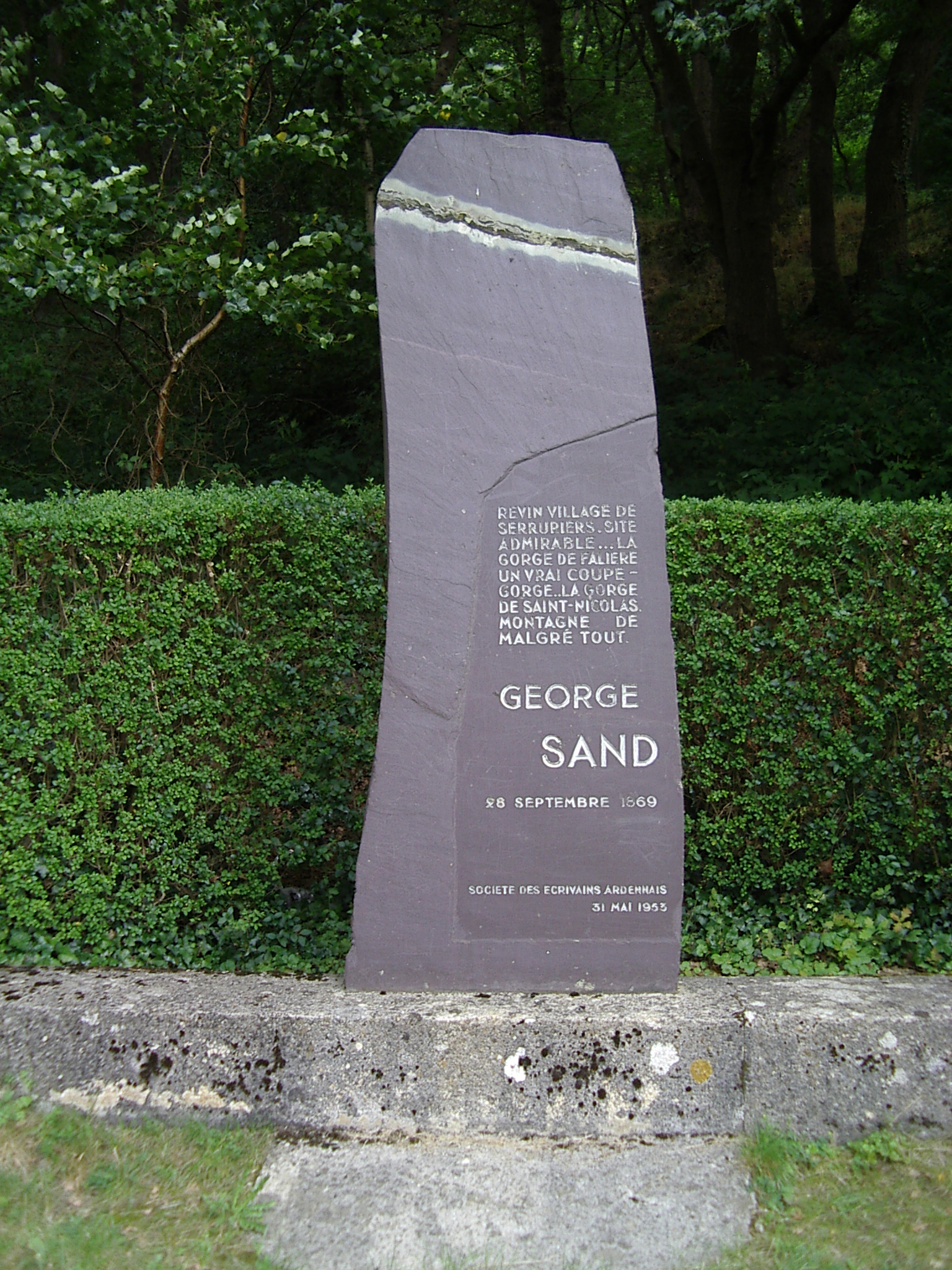
Stèle à George Sand au pied du Malgré-Tout.

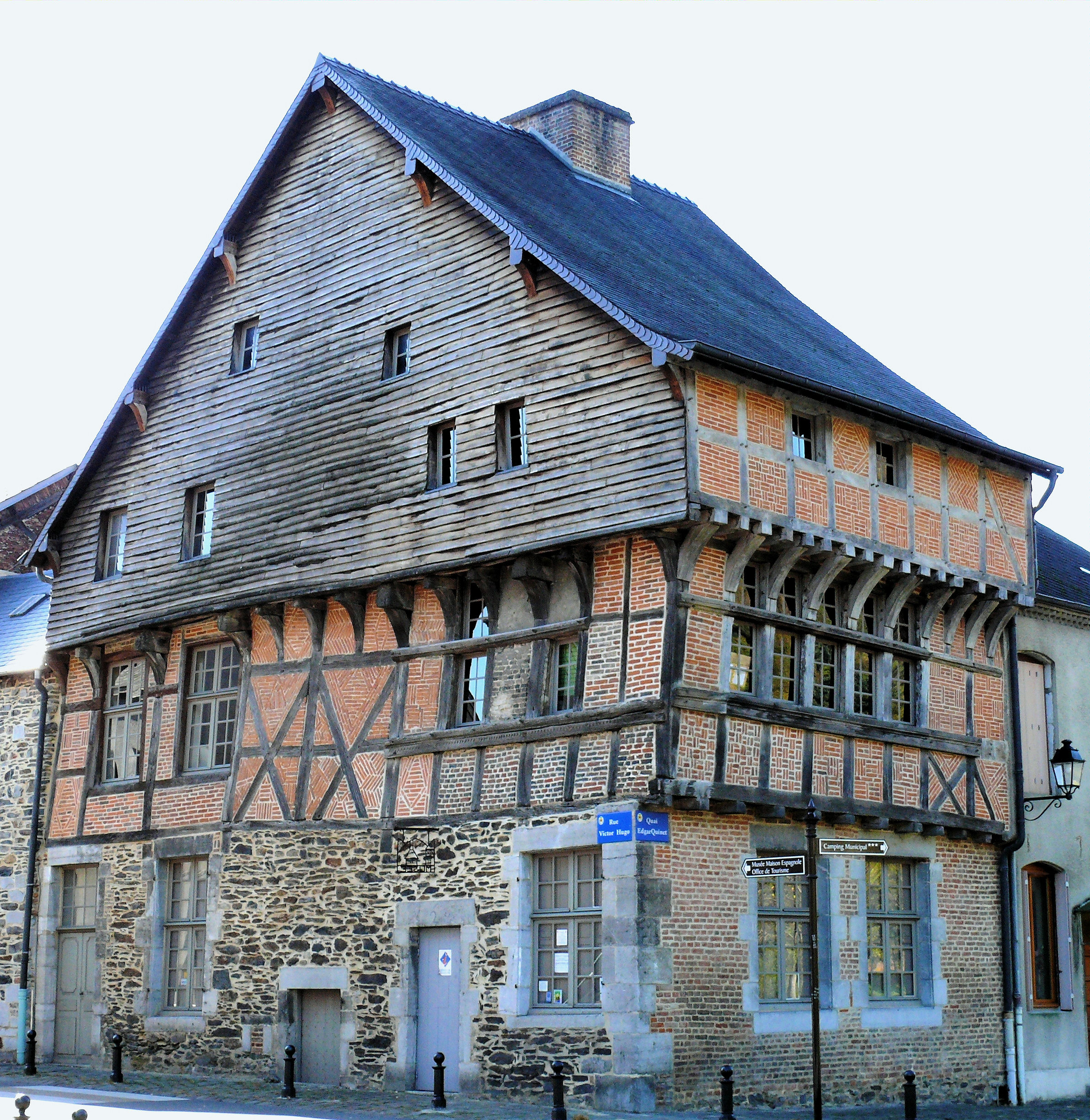
Maison espagnole, musée.

Le parc Rocheteau, et sa maison de maître, sont des anciennes propriétés de la famille Faure. Le site abrite aujourd'hui les archives municipales, une galerie d'art contemporain ouverte toute l'année, les mercredis, samedis et dimanches, proposant un cycle d'exposition régulier et le Foyer des Anciens
La maison espagnole, inscrite à l'Inventaire Supplémentaire des Monuments Historiques, est une des constructions les plus emblématiques de la commune. Il s'agit d'une maison à colombages, vraisemblablement construite au XVIe siècle et propriété d'un marchand. « Quant à l'origine de son appellation, il s'agit sans doute du souvenir de l'occupation espagnole que subit Revin dont la neutralité a été maintes fois violée tant par les troupes du royaume de France que par celles de l'Empire. »
La Maison espagnole accueille l'office de tourisme de Revin ainsi qu'un espace muséographique consacré à la métallurgie revinoise. L'espace propose également, durant la période estivale, des expositions temporaires.
La salle Jean-Vilar, d'une capacité de 400 places, a été inaugurée en 1985. Cette salle, située en limite du centre ancien et du quartier de la Campagne, accueille une programmation de spectacles tout au long de l'année (à consulter sur le site officiel de la ville de Revin), des compagnies en résidence ainsi que des expositions temporaires.
Le 13 juin 1944, des soldats de la Wehrmacht exécutèrent dans la forêt du Malgré Tout, 105 résistants, dont 73 Revinois. Sur la route dite du Malgré Tout, qui conduit à Haut-Buttés, fut inauguré, le 27 juin 1948 un imposant monument commémoratif, réalisé par le sculpteur Henri Louis.
L'ancienne école Jean-Macé qui jouxte l'église et la cour des couvents. 
Le film "Municipale" réalisé par Thomas Paulot et sorti en 2021 raconte l'histoire d'un comédien qui se présente aux élections municipales à Revin, en pleine période des gilets jaunes.

## Lieux et monuments
- L'église paroissiale Notre-Dame-du-Passage

À l'origine, l'église Notre-Dame faisait partie des différents édifices d'un couvent de dominicains. Son origine remonte au XVIIe siècle quand, en 1642, plusieurs religieuses vinrent fonder une maison de l'ordre sur l'autorisation de Claire-Eugénie d'Aremberg, Princesse de Chimay, et seigneur du lieu.  De mauvaises relations avec les habitants provoquèrent leur départ et, en 1649, Philippe, prince de Chimay, les fit remplacer par des moines dominicains venant de Valenciennes.  Outre l'église, reconstruite en 1706, le couvent comprenait également un collège, fondé en 1774. La communauté fut dissoute à la Révolution française. En 1791, l'ancienne chapelle des Dominicains devint la nouvelle église paroissiale du bourg, l'édifice faisant fonction jusqu'alors étant devenu trop vétuste. Les anciennes dépendances des moines furent transformées en école publique. 
Un important incendie, en 1886, détruisit une grande partie de l'ancien couvent et de l'église, qui fut en partie reconstruite. 
Dans une niche de la façade de l'édifice, on peut observer une Vierge en fonte, don de la famille Faure. Celle-ci fut restaurée au début des années 2000 par le sculpteur Hervé Tonglet. L'édifice, ainsi qu'une partie de son mobilier, sont inscrits à l'Inventaire Supplémentaire des Monuments Historiques.
- Chapelle Sainte-Anne, rue Emile-Zola.
- Chapelle Saint-Éloi (la Bouverie).
- Église Notre-Dame de Revin.
- Église paroissiale Notre-Dame de Revin.
- Vestige de l'ancienne église paroissiale Notre-Dame (cimetière).
- La Maison espagnole.
- La Cité Paris-Campagne, ancienne cité ouvrière.
- Le calvaire aux Manises et le monument aux morts des Manises : cf. Maquis des Manises et Mission Citronelle.
- La Cité jardin Faure de Revin labélisée Architecture contemporaine remarquable .
- La Passerelle d'Orzy labelisée Architecture contemporaine remarquable depuis l'année 2000.
- Le Pont de Fumay labélisé Architecture contemporaine remarquable depuis le 14 septembre 2000.

### Héraldique
| Blason de Revin | Blason  | D’or à la porte de ville couverte et flanquée de deux tours de gueules, le tout ajouré et maçonné de sable et ouvert du champ. |
| Blason de Revin | Détails | Adopté le 14 mai 1985. |

## Sports
La ville de Revin a plusieurs clubs sportifs, dont :
- un club de football, l'US Revin, évoluant en District 1 Ardennes,
- un club de Tennis (RTC),
- un club de Fitness RMS (Zumba, Body Bare, Badminton, Aquagym, Step...),
- une piscine,
- un club d'athlétisme, Givet Revin Athlétisme Club, le GRAC.

## Enseignement supérieur et recherche
Le lycée Jean-Moulin surplombe la vallée de la Meuse et la ville de Revin depuis 1968. Le projet de rénovation totale de l'établissement est lancé en 2011 sous la forme d'une écoconstruction visant l'intégration parfaite à son environnement. L'ouvrage a été reçu en 2017.  Le lycée dispose notamment d'un pôle hôtellerie. Son restaurant gastronomique, au sein de l'espace Lenoir, est ouvert au grand public.

## Personnalités liées à la commune
- Naissance de Charles René Billuart en 1685, moine du couvent des Dominicains. Son effigie, sous la forme d'une statue, est visible dans le chœur de l'église paroissiale Notre-Dame.
- Firmin Leguet (1880-1955), parlementaire sous la Troisième République, y est né et mort.
- Louis-Ferdinand Céline (1894-1961) y fût médecin en 1923. À l’époque, le cabinet médical était situé au 54 de la rue Victor-Hugo, une adresse bien connue des Revinois puisque s’y trouve aujourd’hui… la mairie.[réf. nécessaire]
- Roland Pérot (1910-1956), résistant, officier supérieur mort pour la France, a grandi à Revin. Une rue de la ville porte son nom.
- Jacques Van Cappelen (1926-2015), ancien footballeur professionnel, a été entraineur et joueur de l'Union sportive revinoise[54].
- Walter Strack (1936-2021), artiste peintre abstrait né à Revin en 1936[55].
- Claude Bouillet, arbitre international de football, né en 1944 à Revin.
- Yazid Mansouri, capitaine de l'équipe de football d'Algérie de 2004 à 2010, est né à Revin en 1978.

## Médias
- La ville de Revin abrite Radio Panach' (radio associative intégrée au Centre Social d'Orzy Animation), émettant sur le 102.4 FM dans la vallée de la Meuse depuis 1986. Elle fonctionne notamment grâce à l'investissement de bénévoles.
- La commune dispose également d'une antenne locale du journal régional L'Union / L'Ardennais.
- La ville de Revin dispose aussi d'une web tv[56].
- Revin Magazine.